# Oltre una bellissima notte
Oltre una bellissima notte è il primo video-concerto del cantautore italiano Claudio Baglioni, pubblicato nel 1991.
Il video documenta il concerto a tappa unica tenuto dal cantautore il 3 luglio 1991 allo Stadio Flaminio di Roma a seguito del successo dell'album Oltre.
Il concerto è considerato il primo nella storia della musica popolare mondiale in cui l'artista si esibisce non in fondo, ma al centro dello spazio disponibile con gli spettatori tutt'intorno: il palco si trovava infatti al centro dello stadio e gli spettatori sedevano sulle gradinate e sul campo da gioco; l'originalità dell'allestimento scenico fece vincere a Oltre una bellissima notte il premio come "Miglior concerto dell'anno nel mondo" conferito dalla rivista statunitense Billboard.
Il 3 luglio 1991 il concerto viene trasmesso in diretta televisiva e poi pubblicato in home video in formato VHS nel novembre dello stesso anno, nel 2015 è stato ripublicato in formato DVD.

## Tracce
1. Strada facendo
2. Vivi
3. E tu come stai?
4. Un nuovo giorno o un giorno nuovo
5. Ragazze dell'est
6. Io me ne andrei
7. E adesso la pubblicità
8. Io dal mare
9. Domani mai
10. Uomini persi
11. Avrai
12. Navigando
13. Acqua dalla luna
14. Notte di note, note di notte
15. Dov'è dov'è
16. Poster
17. Noi no
18. Mille giorni di te e di me
19. Dagli il via
20. Ninna nanna nanna ninna
21. Via
22. E tu
23. Questo piccolo grande amore
24. Porta portese
25. La vita è adesso

## Crediti
- Claudio Baglioni - voce, piano e chitarre
- Maurizio Galli - basso elettrico
- Beppe Gemelli - batteria
- Paolo Gianolio - chitarre
- Walter Savelli - pianoforte e tastiere
- Antonella Pepe - cori
- Giulietta Zanardi - cori
- Conduzione musicale e arrangiamenti di Claudio Baglioni
- Regia video di Egbert Van Hees
- Da un'idea di Claudio Baglioni
- Progetto archiettonico del palco al centro di Claudio Baglioni
- Diretta televisiva a cura di Rai